# Joe Gordon
Pour les articles homonymes, voir Gordon.
Joseph Lowell Gordon, né le 18 février 1915 à Los Angeles et décédé le 14 avril 1978 à Sacramento, est un joueur américain de baseball, devenu manager. 
Il est intronisé en 2009 au Temple de la renommée du baseball après avoir été élu à titre posthume par le Comité des vétérans.

## Carrière

### Joueur
Joueur par excellence de la Ligue américaine en 1942, Joe Gordon est sélectionné neuf fois au Match des étoiles de 1939 à 1949. Il termine également dans le top 10 du vote désignant le meilleur joueur de la saison en 1939 (9e), 1941 (7e), 1947 (7e) et 1948 (6e).
Il participe à six Séries mondiales et en remporte cinq en 1938, 1938, 1941 et 1943 avec les Yankees de New York et en 1948 avec les Indians de Cleveland. Le seul échec est celui de 1942 sous l'uniforme des Yankees.

### Entraîneur
Comme manager, il signe sa meilleure saison en 1959 avec Cleveland : 89 victoires pour 65 défaites et la deuxième place de la Ligue américaine.